# 巨人軍5000勝の記憶
『巨人軍5000勝の記憶』（きょじんぐん5000しょうのきおく）とは、2007年7月に日本のプロ野球球団読売ジャイアンツ（読売巨人軍）の公式戦通算5000勝を記念して発行された書籍である。
発行・編集：読売新聞社、発売：ベースボール・マガジン社、協力：読売巨人軍、報知新聞社、ラジオ日本。書籍コード：ISBN 9784583100296。
同書には、1936年7月3日の公式戦1勝目から2007年5月2日の公式戦5000勝目までの、読売新聞の勝利試合を伝えた紙面および、RFラジオ日本で中継された勝利試合の実況音源、各種記録をまとめた「記録編」を収録したDVDソフト（制作：株式会社ミウラ）も収録されている。
読売ジャイアンツの公式戦「5000勝」にあたり、「キーポイントとなったゲームにおける忘れられない名選手、名監督の輝き」を「綴る」としている（同書p.10）。

## 「名選手、名監督」として紹介されている人物
表紙にこの順で記載されている。
- 沢村栄治
- 藤本定義
- 中島治康
- ヴィクトル・スタルヒン
- 中尾輝三
- 千葉茂
- 三原修
- 藤本英雄
- 与那嶺要
- 別所毅彦
- 樋笠一夫
- 川上哲治
- 長嶋茂雄
- 広岡達朗
- 水原茂
- 王貞治
- 宮田征典
- 堀内恒夫
- 金田正一
- 柴田勲
- 末次利光
- 江川卓
- 西本聖
- 斎藤雅樹
- ウォーレン・クロマティ
- 藤田元司
- 吉村禎章
- 槙原寛己
- 桑田真澄
- 上原浩治
- 清原和博
- 松井秀喜
- 原辰徳
- 川相昌弘
- 阿部慎之助
- 工藤公康
- 二岡智宏
- 高橋由伸

## 1000勝ごとの記事等
※「mm月dd日付」とあるのは、DVDに収録されている読売新聞の日付である。
- 1勝 1936年7月3日 対 大東京軍 （同書p.12）（7月4日付）
- 1000勝 1952年8月8日 対 広島カープ （8月9日付）

「巨人軍一千勝を記録」という見出しがあり、当時も認識がなされていたことがわかる。なお、この記事では、他球団の公式戦通算勝利数阪神タイガースが909勝、名古屋ドラゴンズが745勝と報じている。
- 2000勝 1965年7月25日 対 中日ドラゴンズ （7月26日付）

公式戦通算勝利数の2位は阪神の1823勝と報じている。
- 3000勝 1979年4月9日 対 中日ドラゴンズ（4月10日付）

公式戦通算勝利数の2位は阪神の2698勝、3位は阪急ブレーブスの2598勝と報じている。
- 4000勝 1993年5月30日 対 中日ドラゴンズ（5月31日付）
- 5000勝 2007年5月2日 対 中日ドラゴンズ（同書p.91）（5月3日付）

### 備考
上記2007年5月3日付の読売新聞は、巨人軍の5000勝時点で現存する日本プロ野球（巨人が属する日本野球機構）各球団の通算勝利数を、下表のように報じている。
| 球団名                       | 勝利数 |
| ---------------------------- | ------ |
| オリックス・バファローズ     | 4423勝 |
| 阪神タイガース               | 4416勝 |
| 中日ドラゴンズ               | 4395勝 |
| 福岡ソフトバンクホークス     | 4337勝 |
| 西武ライオンズ               | 3895勝 |
| 千葉ロッテマリーンズ         | 3683勝 |
| 北海道日本ハムファイターズ   | 3656勝 |
| 広島東洋カープ               | 3467勝 |
| 東京ヤクルトスワローズ       | 3406勝 |
| 横浜ベイスターズ             | 3297勝 |
| 東北楽天ゴールデンイーグルス | 97勝   |

## 関連
- template:G5000

参考文献として掲載するためのもの